# 日本共産党第3回大会
日本共産党第3回大会（にほんきょうさんとうだいさんかいたいかい）は1926年（大正15年）12月4日に山形県五色温泉の宗川旅館で極秘開催された日本共産党大会。開催地名から五色温泉共産党再建大会 と呼ぶこともある。

## 概要
1922年（大正11年）に結党された日本共産党は、翌1923年（大正12年）6月の幹部大量逮捕（第一次共産党事件）と同年9月の関東大震災により事実上の解党状態にあったため、同党の再建ビューロー（事務局）が大会を主催し、共産党の再結党と二段階革命論による運動方針を採択した。
しかしこれ以後の共産党は、当局による弾圧、スパイ潜入による中央部破壊、幹部を初めとする党員の大量転向により壊滅に向かったため、第3回大会は第二次世界大戦以前では最後の党大会となり、第4回大会は戦後の1945年になって公然とした形で開催された。

## 主な参加者
- 福本和夫
- 佐野文夫
- 渡辺政之輔
- 三田村四郎
- 中尾勝男

大会参加者は17人。

## 選出された主な中央委員
- 佐野文夫 - 中央委員長
- 渡辺政之輔
- 福本和夫
- 佐野学
- 徳田球一